# Amor latino
Amor latino fue una telenovela argentina, de Central Park Producciones, emitida en el año 2000. Fue protagonizada por: Coraima Torres, Diego Ramos, Ana Claudia Talancón, Mario Cimarro, Arturo Maly y Dora Baret. Dirigida por Nicolás Del Boca, fue emitida por Azul TV.

## Argumento
Amor, misterio, drama y comedia, son los pilares donde se apoya esta historia, cuya acción transcurre constantemente entre Miami y Buenos Aires, además de muchas ciudades del Caribe.
Los protagonistas masculinos, además de ser mujeriegos, son pilotos de una compañía de aviación llamada "Americana de Aviación", de la cual la familia tiene parte del paquete accionario. Las protagonistas femeninas son la hija del nuevo accionista mayoritario de la compañía y su amiga. Por una travesura de una de ellas, sus roles quedan invertidos. Los galanes se enamorarán de una pensando que es la otra. La acción se inicia en Miami. Allí, los hermanos Fernando y Nacho Domeq son víctimas de su mayor debilidad: las mujeres. En Buenos Aires, la tía Paloma intenta por todos los medios recuperar la presidencia de la empresa que acaba de escaparse de sus manos. Para lograrlo, pone en juego un plan maquiavélico que incluye seducir a Leandro, su nuevo socio, y también casar a sus sobrinos, Fernando y Ignacio "Nacho", con dos jóvenes herederas. En la primera reunión de directorio, Leandro dice que ha decidido hacer un lanzamiento de la empresa para cambiarle la imagen y transformar "Americana de Aviación" en "la empresa de la familia". De esto se va a encargar su propia hija, que acaba de terminar sus estudios en los Estados Unidos. Por la noche habrá una fiesta para presentarla, en la cual se convocará a la prensa. En el momento en que Leandro Villegas anuncia la llegada de la homenajeada, entra Marina Villegas, pero Marina, al reconocer a los hermanos Domeq, convence a Rosita para que se haga pasar por ella. Es así como, a partir de este momento, para los hermanos Domeq y para toda la compañía, la presidenta es Rosita, y Marina es la "secretaria" de la presidenta. El novio de Marina, Leonel, se resiste al juego. Su objetivo es dominar la compañía y usar a Marina como trampolín para lograrlo. Decide apurar el casamiento. Y el destino pone en sus manos un gran secreto que Leandro siempre ocultó. Esa es una carta de triunfo que Leonel sabrá jugar en el momento oportuno.
Andrea y Martín son dos comandantes amigos de Nacho y Fernando. Ambos viven en un departamento, y son como el agua y el aceite. Andrea es súper prolijo y ordenado. Para él siempre hay un lugar para cada cosa y cada cosa debe estar en su lugar. Es un "tanto" fanático de la limpieza. En cambio, Martín es lo contrario. Las peleas entre los amigos son constantes. A su vez, se suman problemas de orden cada vez que prestan el departamento a los hermanos Domeq para sus aventuras sentimentales. Luego del deslumbramiento de Rosita por Fernando, en un comienzo, ella descubre que el hombre de su vida es Nacho. Por él morirá de amor y le costará mucho ocultarlo. En cambio, Marina sufrirá un ataque de bronca contra ella misma al descubrirse enamorada de Fernando.
Por supuesto, Fernando y Nacho también descubrirán que las muchachas despiertan un sentimiento raro, desconocido para ellos. Obviamente pasará mucho tiempo y muchas cosas para que reconozcan que están enamorados de Marina y Rosita. Comienzan las aventuras y desventuras de Marina, Rosita, Fernando y Nacho. Los cuatro unidos por un secreto, las cuatro separadas por otro secreto. Y el misterio del amor siempre rondando.

## Elenco

### Protagonistas
- Coraima Torres como Rosita Reyes.
- Diego Ramos como Fernando Domeq.
- Ana Claudia Talancón como Marina Villegas.
- Mario Cimarro como Ignacio "Nacho" Domeq.
- Arturo Maly como Leandro Villegas.
- Dora Baret como Paloma Domeq.

### Elenco coprotagónico
- Gino Renni como Andrea Lucchino.
- Martín Karpan como Leonel Díaz.
- Andrea Campbell como Adriana Vieri.
- Osvaldo Guidi como Nicanor Fernández.
- Edward Nutkiewicz como Dr. Pratt.
- Cecilia Narova como Clotilde Ramos.
- Vicky Fariña como Nuria Duplá.
- Isabel Macedo como Eugenia Ferrarotti.
- Jorge García Marino como Gregorio Zapata.
- Sebastián Miranda como Lágrima.

### Participaciones
- Cecilia Dopazo como Delfina.
- Juan Ponce de León como Gabriel.
- Gustavo Guillén como Federico.
- Florencia de la V como Florencia.
- Juan Carrasco como Martín Cornejo.
- Alejandra Quevedo como Ale.
- María Eugenia Ritó como Lolita.
- Josefina Lamarre como Jose.
- Marcela Greco como Marce.

## Emisión
- Amor latino fue una producción de Raúl Lecouna, escrita por Enrique Torres y el propio Lecouna. Comenzó por la pantalla de Azul Televisión (hoy El Nueve) el lunes 1 de agosto de 2000, en el horario de lunes a viernes a las 20:00 (UTC-3), con gran expectativa. Pero el índice de audiencia no acompañó y la novela debió ser cambiada al horario de las 18:00 (UTC-3) a las pocas semanas de su estreno, hasta su finalización hacia fin del año 2000, con muy poca repercusión.
- Amor latino es transmitida en televisiones locales en Serbia durante 2010 y 2011.